# 全超寺 (岐阜市)
全超寺（ぜんちょうじ）は岐阜県岐阜市野一色にある聖観世音菩薩を本尊とする曹洞宗の寺院で、山号は補陀山。美濃新四国18番札所。
伝聖徳太子作という観世音菩薩像を祀る善長寺を元禄10年（1697年）に加納藩主松平光永が菩提寺の天桂永澤を開山を招いて現在の寺号に改称して再興したのが始まりである。寛政12年（1800年）に回禄の禍に遭い焼失後、再建された。本堂の他に弘法大師を祀る弘法堂が所在し、美濃新四国の札所となっている。